# Зірікзее
Зірікзее (нід. Zierikzee) — невелике місто на південному заході Нідерландів, 50 км на південний захід від Роттердама. Він розташований у муніципалітеті Схаувен-Дьойвеланд, Зеландія. Мерія Схоувен-Дуйвеланда розташована в Зірікзее, його найбільшому місті. Зірікзее з'єднане зі Східною Шельдою через канал.
У 2001 році місто Зірікзее мало 10 313 жителів. Площа забудови містечка становила 3,0 км² і містив 4295 резиденцій/ Населення статистичної області «Зірікзее», яка також може включати навколишню сільську місцевість, становить близько 10 730 осіб.

## Історія
Зірікзее, який тоді розташовувався на острові Схоувен, отримав права міста в 1248 році. У 1304 році флот, створений на замовлення французів і голландців, переміг фламандський флот у морській битві при Зірікзее.

### Сучасна історія
30 квітня 1917 року загиблий британський пілот Королівської військово-морської авіації помилково увійшов у повітряний простір Нідерландів, які тоді були нейтральними під час Першої світової війни, і скинув вісім бомб на Зірікзее, пошкодивши кілька будинків і вбивши сім'ю з трьох осіб. Спочатку заперечуючи інцидент, британський уряд попрохав вибачення та погодився компенсувати голландцям збитки та загибель людей.
У 1953 році Зірікзее постраждав від катастрофічної повені Північного моря 1953 року. Англійське місто Гетфілд надіслало допомогу, і між ними зав'язалася дружба. Два міста побратими. У 1997 році муніципалітет Зірікзее об'єднався з муніципалітетом Схоувен-Дуйвеланд.
27 червня 2022 року торнадо, за оцінками, між F1 і F2 обрушився на місто, убивши одну людину та поранивши дев'ятеро. Пошкоджено три сотні об'єктів.